# Annette Sikveland
Annette Sikveland (n. 25 aprilie 1972, Comuna Stavanger, Rogaland, Norvegia) este o biatlonistă ce a reprezentat Norvegia, medaliată olimpică. A participat la 2 ediții ale Jocurilor Olimpice (1994, 1998) în care a câștigat o medalie de bronz.